# Hippoloque fils d'Antimaque
Pour les articles homonymes, voir Hippoloque.
Dans la mythologie grecque, Hippoloque (en grec ancien Ἱππολοχος / Hippolochos) est un guerrier troyen, l'un des trois fils de Antimaque, frère de Pisandre fils d'Antimaque et Hippomaque fils d'Antimaque (Hippoloque et Pisandre).

## Mythe
Sa mort est racontée dans l’Iliade : il meurt lors de l'aristie d'Agamemnon après avoir supplié de l'épargner, juste après son frère Pisandre. Avec l'épée, Agamennon lui tranche les bras et la tête.

## Sources
- Homère, Iliade [détail des éditions] [lire en ligne]